# Army of Occupation Medal
Ne doit pas être confondu avec Army of Occupation of Germany Medal.
La Army of Occupation Medal ("AOM") (Médaille d'occupation de l'armée) est une décoration militaire délivrée par le département de la Défense aux personnels militaires ayant été en service dans l'un des territoires occupés par les États-Unis à l'issue de la Seconde Guerre mondiale.

## Histoire
L'Army of Occupation Medal est créée le 5 avril 1946 par le département de la Guerre pour récompenser les hommes en poste dans une unité d'occupation en Europe ou en Asie,. Elle est établie à la base pour le personnel de l'US Army, incluant les aviateurs de l'USAAF. Lorsque celle-ci est dissoute en 1947 au profit de l'US Air Force, l'attribution de la médaille est élargie à cette dernière. L'US Navy possède sa propre médaille d'occupation, la Navy Occupation Service Medal, décernable également aux hommes du United States Marine Corps et de l'US Coast Guard.
Bien que mise en place en 1946, ce n'est qu'un an plus tard que les premières récompenses sont distribuées. Le premier récipiendaire est le général Eisenhower, commandant suprême de la Force expéditionnaire alliée en Europe pendant la seconde guerre mondiale. Si les territoires occupés retombent sous l'administration de leurs États durant les années 50, Berlin-Ouest en revanche dispose d'un statut légal spécial jusqu'à la réunification allemande en 1990. De ce fait, la médaille a pu être attribuée bien après le conflit pour laquelle elle a été créée et à des hommes nés après la guerre.

## Description

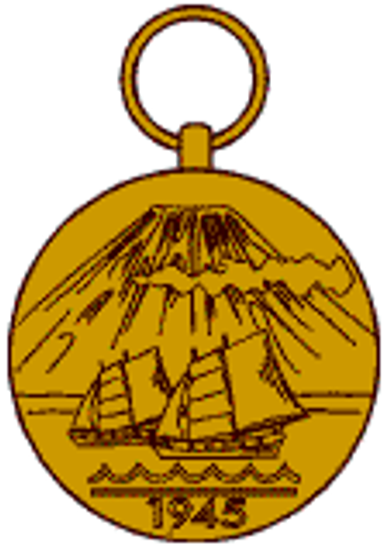
Revers de l'AOM.

La médaille est un disque de bronze sur l'avers duquel est représenté le Pont de Remagen. Pris le 7 mars 1945 par les troupes américaines, la représentation de ce pont sur la médaille symbolise l'entrée de l'armée chez l'ennemi et l'occupation du territoire allemand. Au-dessus du pont est gravée l'inscription "Army of Occupation". Sur le revers est représenté le Mont Fuji devant lequel voguent deux jonques, le tout symbolisant l'occupation du Japon et des territoires asiatiques. Sous les navires est gravée la date "1945".
Le ruban de l'Army of Occupation Medal est divisé en deux bandes, la première noire et la suivante rouge, avec sur chaque bordure une fine bande blanche. Les soldats américains récipiendaires de la médaille au titre de leur service au Japon avait coutume de braver la réglementation sur le port des décorations en portant l'AOM à l'envers afin d'arborer le côté représentant le mont Fuji, les hommes ayant reçu la récompense pour leur service en Europe la portant normalement avec le Pont de Remagen visible. Sur le ruban peut être apposée une agrafe indiquant le lieu de service du titulaire. Seules les agrafes Germany et Japan existent mais chacune incluent différents territoires d'occupation, :
- Agrafe Germany
  - Allemagne (du 9 mai 1945 au 5 mai 1955)
  - Autriche (du 9 mai 1945 au 27 juillet 1955)
  - Italie (du 9 mai 1945 au 15 septembre 1947)
  - Berlin-Ouest (du 9 mai 1945 au 2 octobre 1990)

En plus de l'agrafe Germany, les hommes ayant participé au moins 92 jours consécutifs au pont aérien de Berlin entre le 24 juin 1948 et le 12 mai 1949 sont autorisés à porter sur leur ruban le "Berlin Airlift Device" consistant en un avion miniature en or symbolisant l'opération aérienne.
- Agrafe Japan

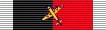
Berlin Airlift Device.

  - Japon (du 3 septembre 1945 au 27 avril 1952)
  - Corée (du 3 septembre 1945 au 29 juin 1949)

Les unités militaires titulaires de l'Army of Occupation Medal arborent sur leur drapeau une flamme aux couleurs du ruban de la médaille.